# Cantó de Thonon-les-Bains-Oest
El cantó de Thonon-les-Bains-Oest és una antiga divisió administrativa francesa del departament de l'Alta Savoia, a la regió d'Alvèrnia-Roine-Alps. Té 9 municipis més una part de la sotsprefectura de Thonon-les-Bains. Va existir de 1998 a 2015.

## Municipis
- Allinges
- Anthy-sur-Léman
- Cervens
- Draillant
- Margencel
- Orcier
- Perrignier
- Sciez
- Thonon-les-Bains

## Història
| Data d'elecció | Identitat          | Partit                     | Qualitat |
| -------------- | ------------------ | -------------------------- | -------- |
| 1998           | Jean Denais        | UDF                        |          |
| 1998-2004      | Bernard Néplaz     | PCF                        |          |
| 2004-2011      | Jean Denais        | UDF, després Divers droite |          |
| 2011-2015      | Georges Constantin | PS                         |          |